# Раль, Александр Александрович
Барон (с 1800) Александр-Франц фон Раль (Alexander Franz von Rall, на русский лад Александр Александрович; 1756, Ханау — 1833, Санкт-Петербург) — российский придворный банкир немецкого происхождения. Известен как меценат и организатор музыкальной жизни Санкт-Петербурга начала XIX века.

## Биография
Александр Франц фон Раль родился в немецком городе Ханау 24 июля 1756 года и получил имя в честь своего отца — майора прусской армии Александра Франца Раля. Долгое время ничто в жизни будущего банкира не предвещало его будущую головокружительную карьеру, ведь до переезда в Россию Александр Франц занимался мелкой торговлей в лавке в родном городе. Крутой поворот судьба Раля совершила благодаря его дяде генерал-майору Фёдору Григорьевичу (Христиану Фридриху) Ралю (ум. 1797), с 1785 года служившему управляющим Мраморным дворцом в Санкт-Петербурге. Именно к нему в 1788 году и приезжает Александр Франц фон Раль. (В России он на русский манер начинает именоваться Александром Александровичем.) Дядя принял живое участие в судьбе племянника и устроил его в контору придворного банкира Ричарда Сутерланда, одним из ближайших помощников которого вскоре и стал Александр Александрович, быстро продвинувшись по службе.
Но в 1791 году Сутерланд в результате неудачных биржевых операций растратил казенные деньги и покончил с собой, чтобы избежать позора.
Было назначено расследование, в ходе которого Ралю удалось доказать свою полную непричастность к этому делу. Но главным итогом этой истории стал вышедший в 1798 году указ Павла I об организации Конторы придворных банкиров и комиссионеров Воута, Вельо, Раля и К°. Созданная специально с целью избежания случаев, подобных истории Сутерланда, Контора вела дела с крупнейшими банкирскими домами Европы, добывая кредиты для России. Раль вскоре стал её фактическим руководителем, завоевав негласный титул «короля» Санкт-Петербургской биржи.
Контора придворных банкиров поддерживала тесные отношения с кредиторами русского правительства и имела постоянные связи с банкирскими домами Гамбурга, Лондона, Лейпцига, Берлина, Вены, Дрездена, Генуи и других городов. Она использовала своих европейских корреспондентов для своевременной доставки денег в места дислокации подразделений русской армии и флота во время военных действий в Европе, а также дипломатическим представителям русского правительства за границей. Придворные банкиры участвовали в торговых операциях, занимались покупкой оружия и следили за состоянием вексельных курсов. Все компаньоны по придворной конторе имели свои собственные торговые дома или банкирские конторы и активно участвовали в деловой жизни империи и как частные лица.
Именным Высочайшим указом от 14 июля 1800 года Александр Александрович был возведён, с нисходящим его потомством, в баронское достоинство Российской империи. А в 1807 году Раль принял и российское подданство.
В столице Раль владел пятью домами, двумя дачами на Каменном острове, пятью дачами на Петергофской дороге, загородным домом в Екатерингофе и несколькими имениями в Санкт-Петербургской губернии. На него работала суконная фабрика на Малой Охте и писчебумажная в Нарвской части.

Внешность Раля была выразительной. По воспоминаниям его зятя Ф. Ф. Шуберта: 
Красивый, высокий человек, всегда во фраке, коротких панталонах и шелковых чулках; его волосы были напудрены и заплетены сзади в короткую толстую косичку <...> барон Ралль обладал индивидуальностью и сразу привлекал внимание в любом обществе и обычно нравился.
Женился Раль на Елизавете Николаевне Молво (Элизабет фон Раль, 1768—1843),
дочери богатого сахарозаводчика Германа Николауса Молво. И барон, и его жена были большими ценителями музыки, да и сами были превосходными музыкантами. Оба достаточно хорошо играли на фортепиано, а барон к тому же неплохо владел скрипкой. Дом барона на Английской набережной, 72, купленный еще в 1790 году, стал одним из самых известных музыкальных центров Санкт-Петербурга конца XVIII — начала XIX веков. Практически все известные музыканты и певцы, приезжавшие в российскую столицу, бывали в этом доме.
В музыкальном салоне в доме Раля в С.-Петербурге выступали виолончелист Д. Г. Бахман, композитор и капельмейстер Н. Поморский, композитор и фаготист А. Булландт, жили иностранные музыканты.
Но, пожалуй, в историю русской музыки барон Раль в первую очередь вошел как основатель в 1792 Нового музыкального общества и один из основных создателей в 1802 году Кассы музыкантских вдов, преобразованной в 1805 году в Санкт-Петербургское филармоническое общество, почётным директором которого Раль был избран.
Долгое время семья барона Раля находилась на вершине счастья и благополучия, но в 1817 году, дела барона пришли в полное расстройство, и он обанкротился. Восстановить состояние так и не удалось, 22 апреля 1832 года Александр Александрович скончался и был похоронен на Волковом лютеранском кладбище. От некогда громадного состояния Ралей остался только дом на Английской набережной. Вероятно, он также пошёл бы в счёт уплаты долгов, но император Николай I, вспомнив об услугах Раля государству — особенно в период войны 1812 года, когда барон, не колеблясь, рисковал всем своим состоянием, — оставил дом вдове Раля с тем условием, чтобы после её смерти он был разделён на равные доли между всеми её детьми, без различия пола.

## Семья
Жена — Елизавета Николаевна Молво (1768—1843), дочь сахарозаводчика. Дети:
- Александр (ум. до 1831 г.)
- Николай (1791—1831)
- Софья  (1801—1833), жена учёного-геодезиста генерала Фёдора Фёдоровича Шуберта.
- Фёдор (1802—1848) — музыкант, композитор и дирижёр, автор первой аранжировки для военного оркестра оперы «Руслан и Людмила».
- Елизавета, в 1810/1811 году была повенчана священником Спасо-Сенновской церкви Алексием Прокопьевым с отставным ротмистром Егором Мейером. За это священник чуть было не лишился места (был только строгий выговор), поскольку Елизавета «ушла от отца» и вышла замуж без его разрешения[5].
- Юлия (1798—1848).
- Аделаида (1806—1859), жена писателя и журналиста Осипа Ивановича Сенковского.
- Александра (1810—1885), жена архитектора и художника Александра Павловича Брюллова.